# Міжнародний день біологічного різноманіття

Логотип Міжнародного дня біологічного різноманіття 2015 року.

Міжнаро́дний день біологі́чного різномані́ття (англ. International Day for Biological Diversity, IDB) — міжнародний день, який оголосила Генеральна Асамблея ООН для залучення уваги до проблем біорізноманіття.
Починаючи з 2000 року відмічається 22 травня. Координатором Міжнародного року біорізноманіття призначений Секретаріат Конвенції про біологічне різноманіття.

## Історія
Програма ООН з довкілля у 1988 році впровадила робочу групу експертів, що повинні були вирішити проблеми потреби у міжнародній конвенції з біорізноманіття. У 1989 році була організована група правових експертів для підготовки правової бази створення міжнародної конвенції. 22 травня 1992 року в Найробі на Конференції з проблем усиновлення (англ. Conference for the Adoption) було представлено фінальний текст угоди про створення Конвенції з біологічного різноманіття.
З червня 1992 року по червень 1993 року Конвенція назбирала 163 підписи сторін і набрала чинності 29 грудня 1993 року.
Міжнародний день біологічного різноманіття спочатку був призначений на дату 29 грудня, коли набрала чинності Конвенція з біологічного різноманіття. Проте така дата не дуже зручна для проведення міжнародного дня, адже на кінець грудня в багатьох державах припадають національні свята, тому в 2000 році було вирішено проводити Міжнародний день біологічного різноманіття 22 травня — дата, яка відповідає представленню Конвенції з біологічного різноманіття на Конференції з проблем усиновлення у Найробі.
Конвенція про біологічне різноманіття являє собою міжнародну угоду, покликану сприяти збереженню та раціональному використанню запасів біорізноманіття та його вигод на справедливій і рівноправній основі. Основною метою Конвенції є збереження біологічного різноманіття на генетичному, видовому, екосистемному рівнях.
Біологічне різноманіття Землі складається з 8,7 мільйонів біологічних видів (± 1,3 млн). З них описано 1,6 млн. Кожну годину на землі зникає 3 види живих організмів, тобто майже 30 тисяч на рік. Скорочення видів тварин і рослин викликає деградацію екосистем. У результаті відбувається опустелювання земель, скорочення продуктивності земельних угідь і, врешті, погіршення умов життя. Будь-який живий організм відіграє свою роль в екосистемі і є ланкою ланцюгів живлення, які складаються в харчові мережі. Якщо одна частинка такого ланцюга випадає, під загрозою знаходиться вся екосистема.
Близько 60% екологічних систем деградує або використовується бездумно, що зумовлює втрату біологічного різноманіття і призводить до важких наслідків.

## Теми Міжнародних днів біологічного різноманіття
| Рік  | Тема українською                                                      | Тема англійською                                                                    |
| ---- | --------------------------------------------------------------------- | ----------------------------------------------------------------------------------- |
| 2002 | Призначено для біологічного різноманіття лісів                        | Dedicated to forest biodiversity                                                    |
| 2003 | Біорізноманіття та подолання бідності – проблеми сталого розвитку     | Biodiversity and poverty alleviation – challenges for sustainable development       |
| 2004 | Біорізноманіття: продукти харчування, вода та здоров'я для всіх       | Biodiversity: Food, Water and Health for All                                        |
| 2005 | Біорізноманіття: страхування життя для нашого світу, що змінюєтьсяо   | Biodiversity: Life Insurance for our Changing World                                 |
| 2006 | Захистити біорізноманіття в посушливих районах                        | Protect Biodiversity in Drylands                                                    |
| 2007 | Біорізноманіття та зміна клімату                                      | Biodiversity and Climate Change                                                     |
| 2008 | Біорізноманіття та сільське господарство                              | Biodiversity and Agriculture                                                        |
| 2009 | Інвазивні чужорідні види                                              | Invasive Alien Species                                                              |
| 2010 | Біорізноманіття для розвитку та зменшення бідності                    | Biodiversity, Development and poverty reduction                                     |
| 2011 | Біорізноманіття лісів                                                 | Forest Biodiversity                                                                 |
| 2012 | Біорізноманіття морського середовища                                  | Marine Biodiversity                                                                 |
| 2013 | Вода та біорізноманіття                                               | Water and Biodiversity                                                              |
| 2014 | Біорізноманіття островів                                              | Island Biodiversity                                                                 |
| 2015 | Конвенція про біологічне різноманіття                                 | Convention on Biological Diversity                                                  |
| 2016 | Впровадження біорізноманіття: підтримуйте людей та їх життєдіяльність | Mainstreaming Biodiversity: Sustaining People and their Livelihoods                 |
| 2017 | Біорізноманіття та сталий туризм                                      | Biodiversity and Sustainable Tourism [Архівовано 17 жовтня 2017 у Wayback Machine.] |
| 2018 | Відзначення 25 років дій щодо біорізноманіття                         | Celebrating 25 Years of Action for Biodiversity                                     |